# Zbrodnie w Bereźnem
Zbrodnie w Bereźnem (lub Bereznem) – zbrodnie na ludności polskiej miasta Bereźne w powiecie kostopolskim, na Wołyniu dokonane przez UPA od wiosny 1943 r. do końca tego roku podczas rzezi wołyńskiej. Ich ofiarą padło łącznie ok. 96 osób.

## Tło zbrodni
Przed II wojną światową Bereźne było miastem zamieszkanym w 90% przez Żydów. Po wejściu Armii Czerwonej do miasta 17 września 1939 miały miejsce przypadki rabowania urzędów i koszar KOP przez miejscową ludność ukraińską. Według zeznań polskich świadków część Ukraińców składali również do NKWD donosy na ukrywających się byłych urzędników polskich oraz osoby, które uciekły do Bereźnego z centralnych regionów kraju.
Po wejściu wojsk niemieckich do Bereźnego w lecie 1941 miasto otrzymało stałą załogę niemiecką, dla Żydów z miasta i okolic zostało założone getto, zlikwidowane 25 sierpnia 1942 przy współudziale ukraińskiej policji pomocniczej. Od marca 1943 w mieście zaczęli się ukrywać polscy uciekinierzy ze wsi napadniętych przez oddziały UPA, m.in. uratowani z Lipnik. Dla ochrony uciekinierów oraz mieszkańców Bereźnego zaczęła się formować samoobrona pod dowództwem Zdzisława Skulskiego. W kwietniu 1943, po dezercji ukraińskiej policji, w mieście rozlokowana została dodatkowo 2. kompania polskiego Schtzmannschaftsbataillon 202, która odparła kilka ataków UPA na Bereźne.

## Zbrodnie
W czerwcu 1943 doszło do pierwszego większego napadu na miasto, w wyniku którego zginęło kilkunastu jego polskich mieszkańców. Atakiem miał dowodzić Ukrainiec z Bereźnego nazwiskiem Mełnyk. Wydarzenie to skłoniło wielu mieszkańców do ucieczki do Równego, Saren lub Kostopola, lub też do wstępowania do wymienionej wyżej niemieckiej kompanii. Uczyniło to kilkadziesiąt osób, jednak większość szybko zdezerterowała, udając się do działających w okolicy partyzanckich grup polskich lub radzieckich. Nasilające się ataki UPA na okolice Bereźnego sprawiły, że w październiku 1943 do 2. kompanii dołączyła jeszcze jedna taka jednostka. Niemniej w tym samym miesiącu w kilku napaściach zginęło najpierw kilkunastu Polaków żyjących na przedmieściach Bereźnego, a następnie, w czasie nocnego ataku, ok. 30 osób zamieszkałych w samym mieście. Kolejne 28 osób zginęło w podobnych okolicznościach w listopadzie tego samego roku. Po tym wydarzeniu zdecydowana większość Polaków zdecydowała się na ucieczkę; część została zamordowana po opuszczeniu miasta. Inni zostali wywiezieni do Niemiec na roboty przymusowe.
Ostatni napad UPA na Bereźne miał miejsce wiosną 1945, jednak oddział ukraiński został odparty przez Istrebitielnyj Batalion. W czerwcu 1945 ostatni Polacy z miasta zostali przymusowo wysiedleni za Bug. Łącznie w Bereźnem wskutek kilku napadów UPA zginęło ok. 96 osób.